# コメリカバンク・チャレンジャー
コメリカバンク・チャレンジャー （Comerica Bank Challenger）とは、1988年からアメリカ合衆国アプトスで開催されているATPチャレンジャートーナメントである。サーフェスは屋外ハードコート。テキサス州に本社を置く金融サービス企業コメリカ傘下のコメリカ銀行が冠スポンサーを務めている。

## 大会歴代優勝者

### シングルス
| 年   | 優勝                         | 準優勝                       | 試合結果       |
| ---- | ---------------------------- | ---------------------------- | -------------- |
| 2009 | クリス・グッチョーネ         | ニック・リンダール           | 6-3, 6-4       |
| 2008 | ケビン・キム                 | アンドレア・ストッピーニ     | 7-5, 6-1       |
| 2007 | ドナルド・ヤング             | ボビー・レイノルズ           | 7-5, 6-0       |
| 2006 | アレックス・クズネツォフ     | 添田豪                       | 6-1, 7-6(4)    |
| 2005 | アンディ・マレー             | ラジーブ・ラム               | 6-4, 6-3       |
| 2004 | ケビン・キム                 | フランク・ダンシェビッチ     | 7-6(2), 6-3    |
| 2003 | ジェフ・サルツェンスタイン   | ドミトリー・トゥルスノフ     | 5-7, 7-5, 6-4  |
| 2002 | ブライアン・バハリー         | ノアム・ベーア               | 2-6, 6&-3, 6-2 |
| 2001 | ジェフ・サルツェンスタイン   | ジェフ・モリソン             | 7-6(3), 6-4    |
| 2000 | ボブ・ブライアン             | ケビン・キム                 | 6-4, 6-7, 6-4  |
| 1999 | マイケル・ヒル               | ハレル・レヴィ               | 6-7, 6-4, 6-2  |
| 1998 | セシル・マミット             | 鈴木貴男                     | 6-7, 6-3, 6-2  |
| 1997 | ジャン＝マイケル・ギャンビル | ウェイド・マクガイア         | 6-0, 4-6, 6-3  |
| 1996 | アルバート・チャン           | ブライアン・マクフィー       | 7-5, 6-3       |
| 1995 | ダニエル・ネスター           | クリス・ウッドラフ           | 6-3, 5-7, 6-2  |
| 1994 | 松岡修造                     | ジャンルカ・ポッツィ         | 7-5, 6-3       |
| 1993 | パトリック・ラフター         | クリスティアーノ・カラッティ | 6-2, 6-3       |
| 1992 | アレックス・オブライエン     | バイロン・ブラック           | 6-4, 2-6, 6-1  |
| 1991 | チャック・アダムス           | ブライアン・シェルトン       | 6-3, 6-4       |
| 1990 | ヘンリク・ホルム             | ブライアン・ギャロウ         | 1-6, 6-3, 7-6  |
| 1989 | マーク・カプラン             | ロビー・ワイス               | 6-4, 6-4       |
| 1988 | ブラッド・ピアース           | ティム・ポーサット           | 6-3, 6-2       |

### ダブルス
| 年   | 優勝                                              | 準優勝                                              | 試合結果          |
| ---- | ------------------------------------------------- | --------------------------------------------------- | ----------------- |
| 2009 | カースティン・ボル クリス・グッチョーネ           | サンチャイ・ラティワタナ ソンチャット・ラティワタナ | 6-3, 6-2          |
| 2008 | ノアム・オクン アミール・ワイントローブ           | トッド・ウィダム マイケル・ヤニ                     | 6-2, 6-1          |
| 2007 | ラジーブ・ラム ボビー・レイノルズ                 | ジョン＝パウロ・フテロ セシル・マミット             | 6-7(5), 6-3, 10-7 |
| 2006 | プラカシュ・アムリトラジ ロハン・ボパンナ         | ラジーブ・ラム トッド・ウィダム                     | 3-6, 6-2, 10-6    |
| 2005 | ネイサン・ヒーリー エリック・タイノ               | ハレル・レヴィ ノアム・オクン                       | 7-5, 7-6(4)       |
| 2004 | ハントリー・モントゴメリー トリップ・フィリップス | ディエゴ・アヤラ エリック・タイノ                   | 7-6(3), 7&5       |
| 2003 | ヤン・ヘルニチ ウロス・ヴィコ                     | マティアス・ボーカー トラヴィス・パロット           | 6-3, 4-6, 61      |
| 2002 | アミール・ハダド マルティン・バッサロ＝アルグエロ | ブランドン・コープ ブランドン・ホーク               | 6-4, 6-4          |
| 2001 | ブランドン・ホーク ロバート・ケンドリック         | ケリー・グーレット ギャヴィン・ソンタグ             | 7-5, 7-5          |
| 2000 | ボブ・ブライアン マイク・ブライアン               | ケビン・キム ルーク・スミス                         | 6-4, 3-6, 6-4     |
| 1999 | マイケル・ヒル スコット・ハンフリーズ             | ハレル・レヴィ リオ・モア                           | 7-6, 1-6, 7-5     |
| 1998 | ボブ・ブライアン マイク・ブライアン               | アダム・ピーターソン クリス・トンツ                 | 6-4, 6-4          |
| 1997 | セバスチャン・ルブラン ジョセリン・ロビショー     | デビッド・コールドウェル アダム・ピーターソン       | 7-6, 6-4          |
| 1996 | セバスチャン・ルブラン ジョセリン・ロビショー     | ネヴィル・ゴッドウィン ジェフ・グラント             | 7-6, 6-7, 7-5     |
| 1995 | セバスチャン・ルブラン ブライアン・マクフィー     | ビル・バーバー アリ・ネイサン                       | 6-3, 6-2          |
| 1994 | ブライアン・マクフィー アレックス・オブライエン   | ドニー・アイザック マイケル・ロバーツ               | 6-2, 7-6          |
| 1993 | ギラド・ブルーム クリスティアン・サチェアヌ       | クリスティアーノ・カラッティ グラント・ドイル       | 7-5, 6-3          |
| 1992 | ポール・アナコーン アレックス・オブライエン       | ミゲル・ニド ペーター・ナイボルグ                   | 6-4, 4-6, 7-5     |
| 1991 | エンドゥカ・オディゾール ブライアン・シェルトン   | ミゲル・ニド フェルナンド・ローズ                   | 6-4, 6-3          |
| 1990 | ジェフ・ブラウン スコット・メルヴィル             | マット・アンガー マリウス・バーナード               | 6-7, 6-4, 6-4     |
| 1989 | スティーブ・デフリース テッド・シャーマン         | ブライアン・シェルトン ケニー・ソーン               | 6-3, 1-6, 6-2     |
| 1988 | ジェフ・クラパーダ ピーター・パランジャン         | エド・ナーゲル ジェフ・タランゴ                     | 6-3, 6-4          |